# Еврейское церемониальное искусство

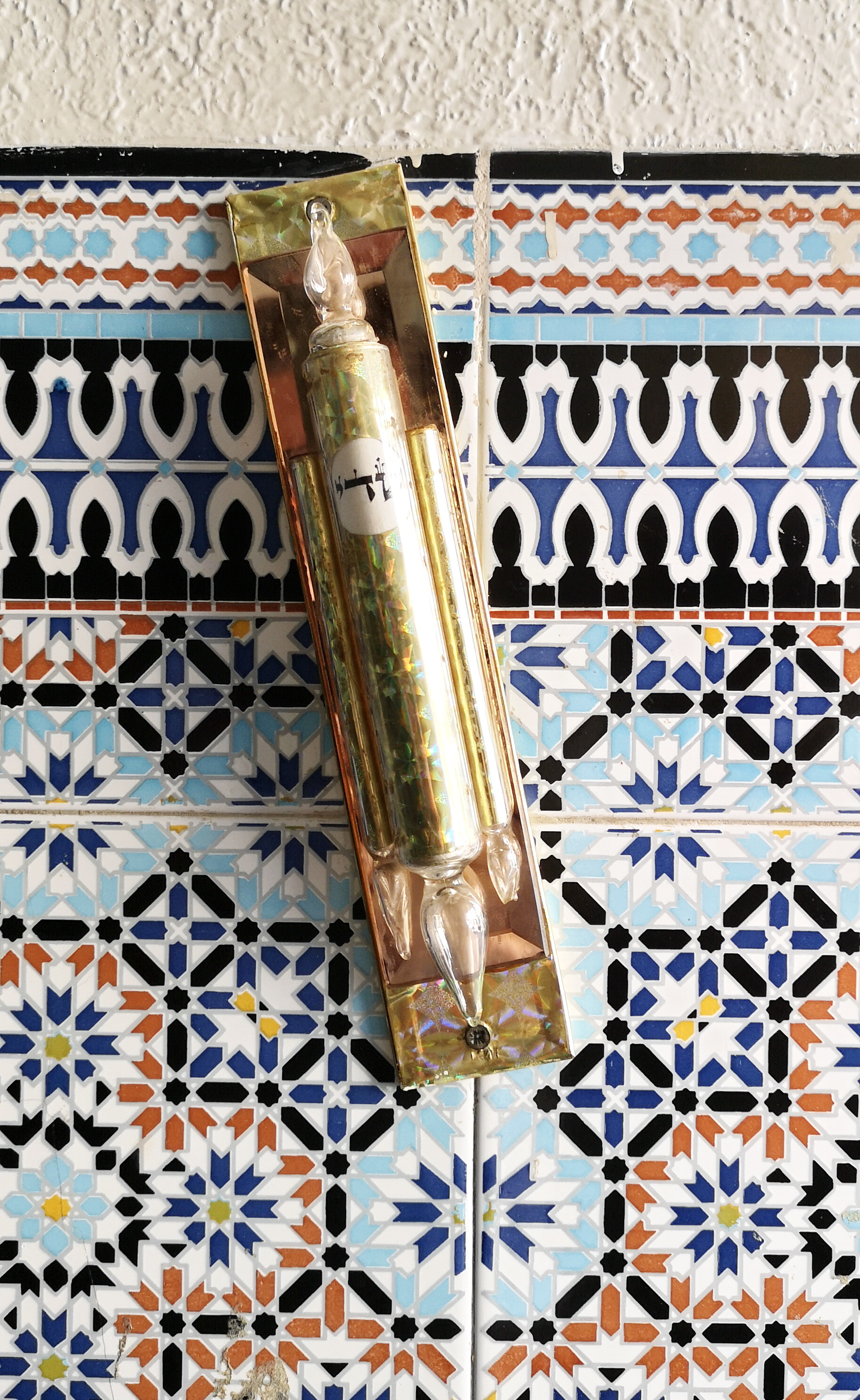
Мезуза

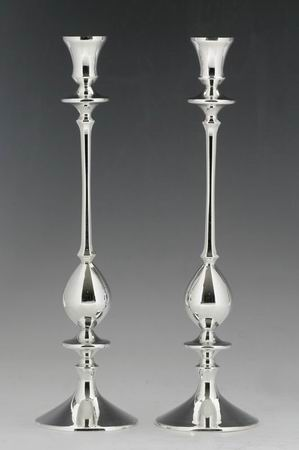
Серебряные подсвечники для шаббата

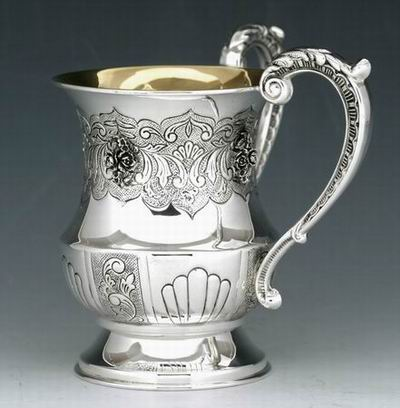
Серебряная чашка для мытья рук

Еврейское церемониальное искусство, также называемое еврейским ритуальным искусством, еврейским священным искусством и еврейским литургическим искусством, относится к предметам, используемым евреями в ритуальных целях. Усиление мицвы путём её выполнения с помощью особо красивого предмета считается достойным способом почитания Божьих заповедей. Эта концепция известна как хиддур мицва. В иудаизме существует давняя традиция заказывать ритуальные предметы у ремесленников и художников, так же как в еврейской культуре существует давняя традиция изготовления ритуальных предметов, как для еврейского церемониального использования, так и для продажи всем желающим.
Еврейское церемониальное искусство составляет большую часть иудаики и включает в себя, в том числе, рукописи, книги, одежду.

## В Библии и Талмуде
Многочисленные ранние раввинские комментарии к Танаху упоминают об освящении ритуалов с помощью визуально приятных предметов. В Мехильте рабби Ишмаэля есть такие строки:

Это Бог мой, и я прославлю Его» (Исход 15:2)
... Я приготовлю красивый лулав, красивую сукку, красивые цицит и красивый тфилин.
В других мидрашах (например , Шир ха-Ширим Раба 1.15), в Вавилонском Талмуде, в Бава Кама (9б) также вменялось в обязанность, когда это возможно, создавать красивые предметы, используемые в еврейской жизни и богослужении, как физические, так и текстовые.

## Для Шаббата

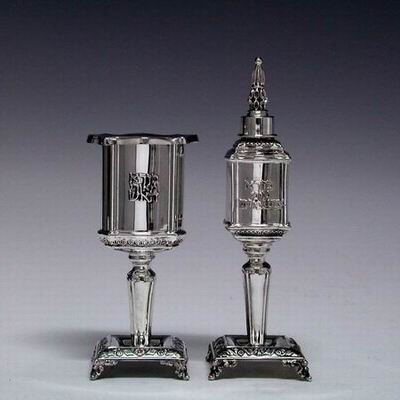
Подсвечник и коробочка для специй для Хавдалы

В Шаббат используются следующие предметы:
- Чаша Кидуш: используется при кидуше (благословении, произносимом над вином или виноградным соком для шаббатного освящения и еврейских праздников). Чаши для кидуша богато декорированы и обычно изготавливаются из фарфора, серебра, олова и никеля.
- Подсвечники для шаббата
- Чаша для мытья рук (нетилат ядаим)
- Разделочная доска и крышка для халы
- Свеча Хавдалы и подсвечник
- Коробка для специй на Хавдалу

Окончание Шаббата знаменуется краткой молитвенной церемонией Хавдала, которая обычно проводится дома. Церемония включает в себя, в том числе, вдыхание приятно пахнущих специй или растений. Самые старые из сохранившихся коробок со специями для Хавдалы датируются серединой XVI века. В Еврейском музее (Нью-Йорк) есть немецкий экземпляр (ок. 1550), вероятно из Франкфурта-на-Майне.

## Для Хануки

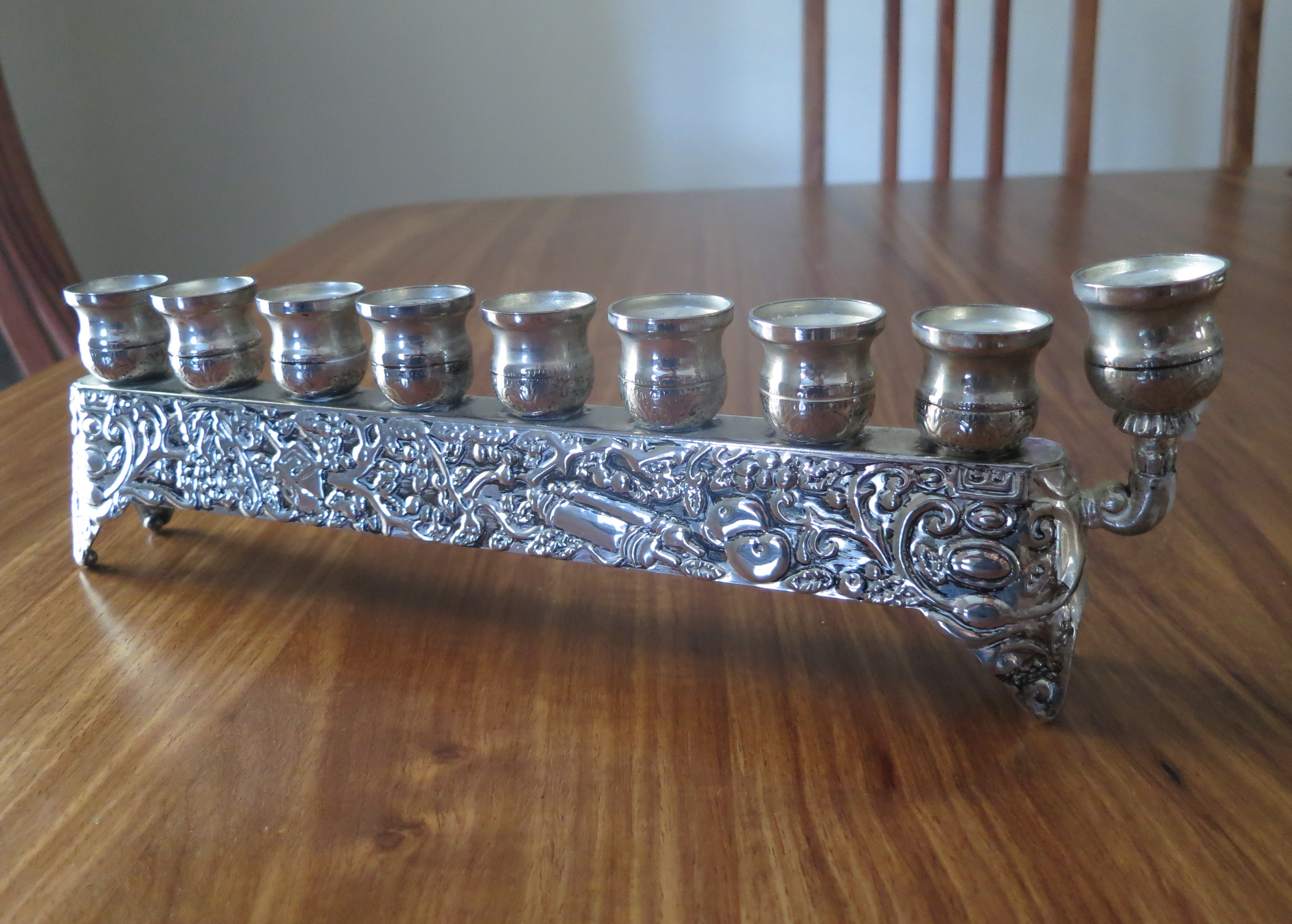
Серебряная ханукальная менора

Менора (или ханукия), используемая во время праздника Ханука— самый распространённый предмет еврейского церемониального искусства. Лампа Линдо — образец работы серебряных дел мастера XVIII века, но есть и более современные образцы:
- позолоченная латунная менора с 35 подвижными ветвями, созданная Яаковом Агамом[6]
- серебряная менора работы Зеева Рабана 1930-х годов, находится в коллекции иудаики Музея искусств Северной Каролины[7].

Также на Хануку используются:
- Ханукальная менора (ханукия)
- Дрейделы
- держатель геля
- Ханукальные свечи или масло

## Для Суккота
Чтобы защитить этрог во время праздника Суккот, его традиционно заворачивают в льняные волокна и хранят в специальной коробке, часто сделанной из серебра.
Этрог также часто заворачивают в синтетическую сетку и укладывают в картонные коробки. Деревянные ящики также становятся все более популярными.

## Книги

### Пасхальная Агада
Традиция художественно украшенных Пасхальных Агад — еврейских текстов, определяющих порядок проведения Пасхального Седера, — восходит к Средним векам. Известный пример — Сараевская Агада 1350 года. См. также факсимильное издание ещё более ранней Барселонской Агады 1340 года. Также известна «Шук Агада».

## Известные коллекции иудаики
Выдающиеся коллекции еврейского церемониального искусства хранятся в Британской библиотеке, Музее Израиля, Лондонском еврейском музее, Музее искусства и истории иудаизма в Париже, Еврейском музее в Праге, Музее искусств Северной Каролины, Нью-Йоркском еврейском музее, Музее Лоррена в Нанси, Эльзасском музее в Страсбурге и Современном еврейском музее Сан-Франциско. Музей еврейского наследия в Нью-Йорке также располагает значительной коллекцией. Значительные частные коллекции включают коллекцию семьи Гросс.
Sotheby’s, Bonhams-New York, Skinner’s и Kestenbaums регулярно проводят регулярные аукционы каждый год.